# Nyctalus azoreum
Nyctalus azoreum (Thomas, 1901), conhecido pelo nome comum de morcego-dos-açores, é uma espécie de morcego da família Vespertilionidae. Endémico das florestas secas das ilhas do arquipélago dos Açores, pode ser encontrado na ilha do Faial, no Pico, na ilha de São Jorge, na Graciosa, na Terceira, na ilha de São Miguel e na ilha de Santa Maria.
Supõe-se que se desenvolveu a partir de uma espécie do mesmo género acidentalmente introduzida nos Açores. Os seus efectivos populacionais estão ameaçados por perda de habitat causada pelo ser humano. Juntamente com uma pequena população de Pipistrellus pygmaeus no centro de Itália, é a única espécie de morcegos que caça de dia, provavelmente devido à ausência de predadores. Abriga-se em troncos ocos de árvores, edifícios e cavernas.